# Jakob Andreas Boner
Jakob Andreas Boner (gestorben 1517 in Breslau) war Sohn von Severin Boner und Bruder von Hans Boner, er gehörte dem Patriziergeschlecht der Bonerowie an. Er war Bankier und Kaufmann. Er stand in regem Handelskontakt mit Kaufleuten aus Nürnberg. Um 1486 heiratete er die Kaufmannstochter Barbara Lechner, mit der er sechs Kinder hatte. 1512 erwarb er von seinem Bruder das Bonerhaus Krakau. Sein Sohn Severin Boner heiratete 1515 Zofia Bethman, die Gutsherrin von Balice bei Krakau, wo die Familie im Jahr 1519 ausgebauten Gutshof residierte. Jakob Andreas verließ 1517 Krakau und siedelte nach Breslau über, wo er kurz darauf verstarb.